# Коефіцієнт нелінійних спотворень
Коефіціє́нт неліні́йних спотво́рень (КНС) — величина кількісної оцінки нелінійних спотворень, яка дорівнює відношенню середньоквадратичної суми спектральних компонентів вихідного сигналу, відсутніх в спектрі вхідного сигналу, до середньоквадратичної суми спектральних компонентів вхідного сигналу. Іноді використовується нестандартизований синонім — клірфактор (нім. Klirrfaktor). КНС — безрозмірна величина, виражається зазвичай у відсотках. Окрім КНС рівень нелінійних спотворень можна виразити за допомогою коефіцієнта гармонійних спотворень.
Коефіцієнт гармонійних спотворень — величина, що виражає ступінь нелінійних спотворень пристрою (підсилювача та ін), що дорівнює відношенню середньоквадратичної напруги суми вищих гармонік сигналу, крім першої, до напруги першої гармоніки при дії на вхід пристрою синусоїдального сигналу.
{\displaystyle K_{\Gamma }={\frac {\sqrt {U_{2}^{2}+U_{3}^{2}+U_{4}^{2}+\cdots +U_{n}^{2}}}{U_{1}}}}
Коефіцієнт гармонік так як і КНС виражається у відсотках. Коефіцієнт гармонік (KГ) зв'язаний з КНС (KН) співвідношенням : {\displaystyle ~K_{\Gamma }=K_{H}/{\sqrt {1-K_{H}^{2}}}}
Важливо також відзначити, що КНС і КГС - це лише кількісні показники спотворень, але не якісні. Наприклад, значення КНС (КГС), що дорівнює 3% нічого не говорить про характер спотворень, тобто про те, як в спектрі сигналу розподілені гармоніки, і який, наприклад, вклад НЧ або ВЧ складових. Так, в спектрах лампових ППЗЧ зазвичай переважають нижчі гармоніки, що часто сприймається на слух як «теплий ламповий звук», а в транзисторних ППЗЧ спотворення більш рівномірно розподілені по спектру, і він більш плоский, що часто сприймається як «типовий транзисторний звук» (хоча суперечка ця багато в чому залежить від особистих відчуттів і звичок людини).

## Вимірювання
- У низькочастотному (НЧ) діапазоні для вимірювання КНС застосовуються вимірювачі нелінійних спотворень (вимірювачі коефіцієнта гармонік).
- На більш високих частотах (СЧ, ВЧ) використовують непрямі вимірювання за допомогою аналізаторів спектра або селективних вольтметрів.